# Brown University Women's Volleyball
La Brown University Women's Volleyball è la squadra pallavolo femminile appartenente alla Brown University, con sede a Providence (Rhode Island): milita nella Ivy League della NCAA Division I.

## Storia
Il programma di pallavolo femminile della Brown University viene fondato nel 1977 e affiliato nel medesimo anno alla Ivy League, conquistando nel corso degli anni cinque titoli di conference. 

## Record
| Piazzamento          |   | Edizione                                   |
| -------------------- | - | ------------------------------------------ |
| Tornei NCAA          | 3 | Primo turno: 3 1996, 1998, 2021            |
| Titoli di conference | 5 | Ivy League: 5 1988, 1996, 1998, 2001, 2021 |

## Conference
- Ivy League: 1977-

## Allenatori
- Don Town: 1977
- Cathy Fulford: 1978-1991
- Dorothy Hert: 1992
- Diane Short: 1993-2017
- Ahen Kim: 2018-